# Cariacica
Cariacica est une ville brésilienne de l'État de l'Espírito Santo. Sa population était estimée à 348 933 habitants en 2010. La municipalité s'étend sur 280 km2.

## Maires
| Période | Période | Identité       | Étiquette | Qualité |
| ------- | ------- | -------------- | --------- | ------- |
| 2009    | 2012    | Helder Salomão | PT        |         |